# Голюб-Добжинь (гміна)
Гміна Голюб-Добжинь (пол. Gmina Golub-Dobrzyń) — сільська гміна у північній Польщі. Належить до Голюбсько-Добжинського повіту Куявсько-Поморського воєводства.
Станом на 31 грудня 2011 у гміні проживало 8411 осіб.

## Площа
Згідно з даними за 2007 рік площа гміни становила 197.45 км², у тому числі:
- орні землі: 61.00%
- ліси: 32.00%

Таким чином, площа гміни становить 32.21% площі повіту.

## Населення
Станом на 31 грудня 2011:
| Опис     | Загалом | Загалом | Чоловіки | Чоловіки | Жінки | Жінки |
| -------- | ------- | ------- | -------- | -------- | ----- | ----- |
| одиниця  | осіб    | %       | осіб     | %        | осіб  | %     |
| все      | 8411    | 100     | 4257     | 50.61    | 4154  | 49.39 |
| міське   | 0       | 100     | 0        |          | 0     |       |
| сільське | 8411    | 100     | 4257     | 50.61    | 4154  | 49.39 |

## Сусідні гміни
Гміна Голюб-Добжинь межує з такими гмінами: Боброво, Цехоцин, Дембова-Лонка, Голюб-Добжинь, Ковалево-Поморське, Радомін, Збуйно.